# Z形成術
Z形成術（ゼットけいせいじゅつ、英語: Z-plasty）とは副切開を入れてつくった二つの三角形の皮膚を入れ替える、局所皮弁のひとつ。
これにより皮膚不足分が補われ、関節可動域が広まる。
W形成、V-Y形成などがある。